# Aeropuerto Nacional de Míconos
El Aeropuerto de Míconos (IATA: JMK, OACI: LGMK) es un aeropuerto situado en Míconos, Grecia. El aeropuerto se encuentra a 4 kilómetros de la capital, también llamada Míconos.
El tiempo de viaje del pueblo al aeropuerto es de diez minutos. No hay ningún servicio de transporte público del pueblo al aeropuerto. Hay una parada de taxis enfrente de la terminal. El coste del taxi al pueblo es de cinco a diez euros. Muchos hoteles ofrecen servicios de traslado al aeropuerto con mini buses privados.
Durante la temporada baja el aeropuerto tiene un reducido número de vuelos y de horarios de apertura. 

## Aerolíneas y destinos
| Aerolíneas                    | Destinos |
| ----------------------------- | --- |
| Aegean Airlines               | Atenas Estacional: Tel Aviv, Salónica (inicia 28 de abril de 2024)                                                                                            |
| AeroItalia                    | Estacional: Bérgamo |
| Air France                    | Estacional: París–Charles de Gaulle |
| Animawings                    | Estacional: Bucarest–Otopeni |
| Arkia                         | Estacional: Tel Aviv |
| Austrian Airlines             | Estacional: Viena |
| Bluebird Airways              | Estacional: Tel Aviv |
| British Airways               | Estacional: Londres–City, Londres–Gatwick, Londres–Heathrow                                                                                                   |
| Cyprus Airways                | Estacional: Lárnaca |
| Discover Airlines             | Estacional: Fráncfort, Múnich |
| easyJet                       | Estacional: Ámsterdam, Basilea/Mulhouse, Ginebra, Londres–Gatwick, Londres–Luton, Manchester, Milán–Malpensa, Nápoles, Niza, París–Charles de Gaulle, Venecia |
| Edelweiss Air                 | Estacional: Zúrich |
| Etihad Airways                | Estacional: Abu Dabi |
| Eurowings                     | Estacional: Düsseldorf, Hamburgo, Estocolmo–Arlanda, Stuttgart                                                                                                |
| flydubai                      | Estacional: Dubái–Internacional |
| flynas                        | Estacional: Riad |
| Gulf Air                      | Estacional: Baréin |
| Iberia Express                | Estacional: Madrid |
| Kuwait Airways                | Estacional: Kuwait City |
| Lufthansa                     | Estacional: Fráncfort, Múnich |
| Luxair                        | Estacional: Luxemburgo |
| Middle East Airlines          | Chárter estacional: Beirut |
| Neos                          | Estacional: Bolonia, Milán–Malpensa, Roma–Fiumicino, Verona                                                                                                   |
| Norwegian Air Shuttle         | Estacional: Estocolmo–Arlanda |
| Qatar Airways                 | Estacional: Doha |
| Ryanair                       | Estacional: Bolonia, Budapest, Nápoles, Pafos, Viena |
| Saudia                        | Estacional: Riad |
| Scandinavian Airlines         | Estacional: Estocolmo–Arlanda |
| Sky Express                   | Atenas Estacional: Salónica |
| Swiss International Air Lines | Estacional: Ginebra |
| Transavia                     | Estacional: Ámsterdam, París–Orly |
| TUI fly Belgium               | Estacional: Bruselas |
| Volotea                       | Estacional: Atenas, Bari, Marsella, Nantes, Nápoles, Venecia                                                                                                  |
| Vueling                       | Estacional: Barcelona, Roma–Fiumicino |
| Wizz Air                      | Estacional: Bucarest–Otopeni, Nápoles, Roma–Fiumicino, Venecia                                                                                                |

## Estadísticas
Ver fuente y consulta Wikidata.